# Lindan
Lindanul, denumit și gama-hexaclorociclohexan (γ-HCH) sau uneori incorect hexaclorură de benzen (BHC), este un compus organoclorurat care a fost utilizat ca insecticid în agricultură și ca medicament în tratamentul pediculozei și scabiei.
Este un izomer de hexaclorociclohexan și se obține în urma reacției dintre benzen și clor gazos în prezența luminii (reacție de fotoclorurare) și în absența oxigenului. Obținerea sa este o reacție de substituție radicalică și se face cu catalizatori specifici.